# Николаевка (Налобинский сельский округ)
Николаевка (каз. Николаевка) — село в Кызылжарском районе Северо-Казахстанской области Казахстана. Входит в состав Налобинского сельского округа. Код КАТО — 595053400.

## Население
В 1999 году население села составляло 79 человек (43 мужчины и 36 женщин). По данным переписи 2009 года, в селе проживало 18 человек (11 мужчин и 7 женщин).